# Center da Capricorns

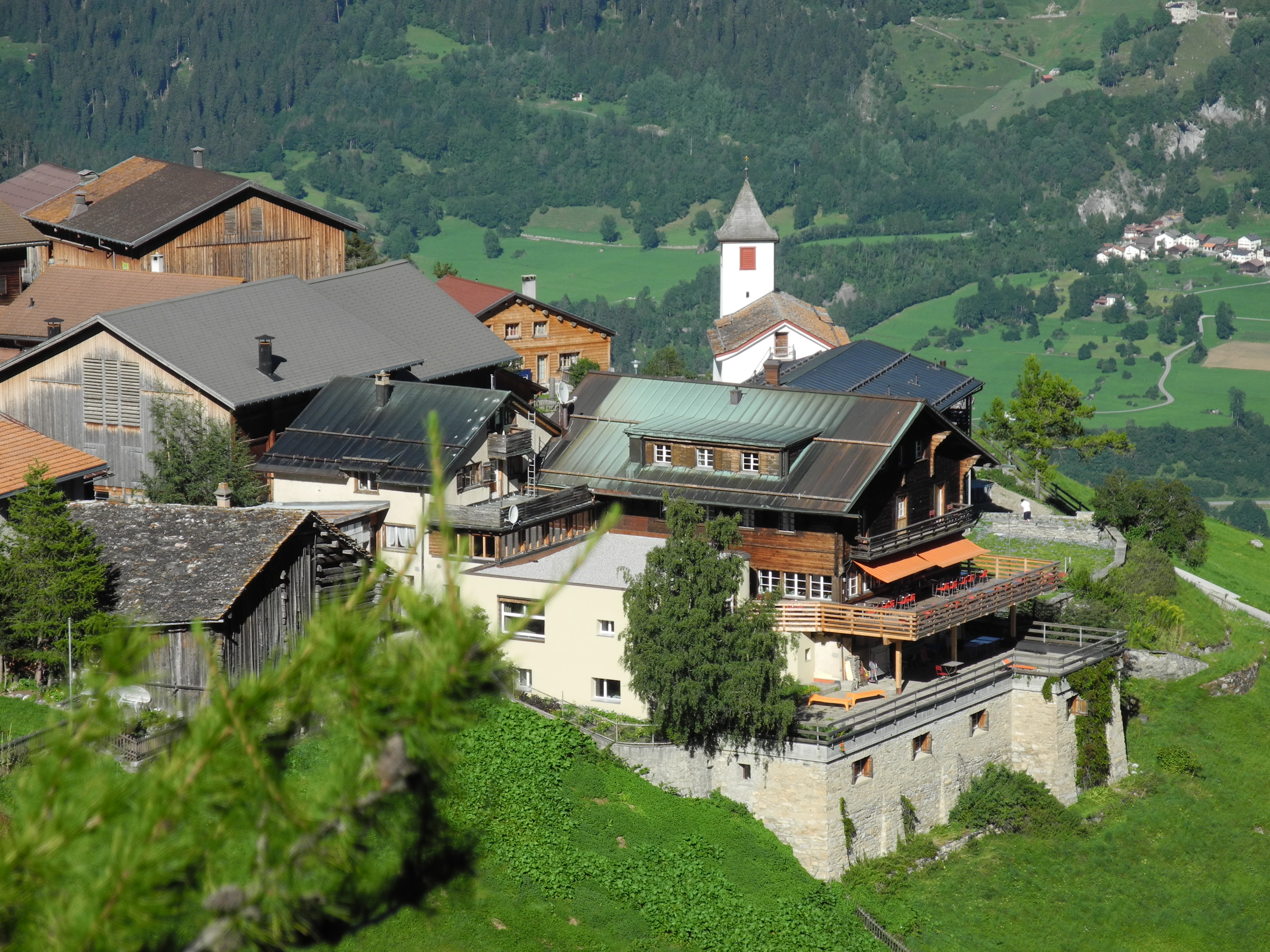
Center da Capricorns

Das Center da Capricorns (Capricorn ist rätoromanisch für Steinbock) befindet sich im Bergdorf Wergenstein am Schamserberg in der Gemeinde Muntogna da Schons (Kanton Graubünden, Schweiz) auf 1489 m ü. M. Im Center da Capricorns sind vier verschiedene Organisationen beheimatet. Die Fundaziun Capricorn, das Hotel Restaurant Capricorns, die Geschäftsstelle des Naturpark Beverin und die Forschungsgruppe Tourismus und Nachhaltige Entwicklung der Zürcher Hochschule für Angewandte Wissenschaften. Für Besucher gibt es eine Ausstellung über den Alpensteinbock und Informationen über den Naturpark.

## Geschichte
1933 kaufte der Schweizerischen Metall- und Uhrenarbeiterverband (SMUV) ein einfaches Haus am südlichen Dorfrand von Wergenstein. Die Arbeiter sollten die Gelegenheit haben, in „würziger Bergluft“ günstige Ferien zu verbringen. Im folgenden Jahr wurden ein grosses Chalet, dann der Erweiterungsbau mit den Holzbalkonen und schliesslich der Sockelbau aus Bruchsteinmauerwerk gebaut. Der letzte Ausbau im Süden des Hauses erfolgte um 1950. Das Ferienheim Piz Vizan war bei den Gewerkschaftern sehr beliebt, in den Sommermonaten war das Haus meistens ausgebucht. Das änderte sich in den siebziger Jahren, als neue Ferienziele im Mittelmeerraum immer populärer wurden. 1996 verkaufte der SMUV das Haus an die Gemeinde. Für das Hotel Piz Vizan begann vorerst eine eher glücklose Zeit. 
Im Jahr 2003 wurde eine Genossenschaft gegründet, die den Hotelbetrieb weiterführen sollte. Neuer Schwung kam ins Haus, als eine regionale Arbeitsgruppe mit der regioViamala das Projekt Center da Capricorns startete, das vom Bund, dem Kanton und der Basler MAVA-Stiftung unterstützt wurde. Der Schamserberg sollte sich dank dem Zentrum nachhaltig entwickeln. 2005 wurde die Stiftung Fundaziun Capricorn gegründet, die dieses Ziel zum Zweck hat und das Hotel von der Gemeinde übernahm.
Neben dem Hotel und Restaurant befinden sich seit Anfang 2007 die Büros der Forschungsgruppe Tourismus und Nachhaltige Entwicklung der ZHAW im Center da Capricorns. Seit 2012 ist auch die Geschäftsstelle des Naturpark Beverin im Haus eingemietet. 
In den Jahren 2011 und 2012 wurde der ganze Gebäudekomplex mit der Unterstützung der Schweizer Berghilfe und der Denkmalpflege Graubünden saniert. Im Zentrum standen dabei die Wärmeisolation, der Einbau einer Erdwärmeheizung und die Erneuerung der technischen Einrichtungen. Grosser Wert wurde darauf gelegt, den ursprünglichen Charakter der Hotelanlage zu erhalten. Im Frühling 2014 wurde die Capricorn Ausstellung mit Informationen zum Steinbock und dem Naturpark Beverin eröffnet.
Das Center da Capricorns wurde mehrfach ausgezeichnet:
- 2008 SAB-Preis der Schweizerischen Arbeitsgemeinschaft für die Berggebiete
- 2009 Binding-Preis für Natur und Umweltschutz, Schaan FL
- 2012 Binding-Preis für Lehre und Forschung an die Forschungsgruppe Tourismus und Nachhaltige Entwicklung der ZHAW Zürcher Hochschule für Angewandte Wissenschaften, Schaan FL

## Aktivitäten
Die vier Institutionen im Haus befassen sich mit der Entwicklung und der Natur der Bergregion:
- Zweck der Stiftung Fundaziun Capricorn ist neben der Förderung einer nachhaltigen Entwicklung am Schamserberg vor allem die Erhaltung und Bewirtschaftung der Hotelliegenschaft. Die Fundaziun Capricorn initiierte das Projekt Center da Capricorns.
- Das Hotel und Restaurant Capricorns verfügt neben 30 Zimmern mit 54 Betten über ein Restaurant. 2013 wurde das Restaurant von Gault-Millau mit 12 Punkten ausgezeichnet. Die Küche zeichnet sich durch Regionalität aus. Das Hotel dient als Ausgangspunkt für Wanderungen und Aktivitäten in der Natur wie Wildbeobachtungen, kulturelle Besichtigungen usw. sowie Tagungsort für Anlässe und Seminare.
- Die Geschäftsstelle des Naturparks Beverin arbeitet ebenfalls an einer nachhaltigen Regionalentwicklung. Der Naturpark Beverin trägt seit 2013 offiziell das Label des Bundes Regionaler Naturpark von nationaler Bedeutung. Der Naturpark Beverin umfasst das Gebiet rund um den Piz Beverin: das Schams, das Safiental sowie die Gemeinden Tschappina und Sufers. Die Gegend um den Piz Beverin beherbergt mit über 300 Tieren eine der grössten Steinbockkolonien der Alpen.
- Die ZHAW Forschungsgruppe Tourismus und Nachhaltige Entwicklung ist die Bündner Aussenstelle des Instituts Umwelt und Natürliche Ressourcen (IUNR) der Zürcher Hochschule für Angewandte Wissenschaften (ZHAW) in Wädenswil. Inhaltlich beschäftigen sich die sieben Mitarbeitenden in Wergenstein mit Forschungs-, Dienstleistungs- und Bildungsfragen im Bereich des natur- und kulturnahen Tourismus verbunden mit dem Ziel, die nachhaltige Entwicklung von Gemeinden und Regionen zu fördern. Dabei geht es um die angepasste ökonomische Nutzung der intakten Natur- und Kulturräume, um die langfristige Stärkung ländlicher Regionen zu sichern. Die Forschungsgruppe versteht sich im Austausch mit den urbanen Zentren auch als Innovationszentrum für den ländlichen Raum und will praxisnah und konkret einen Beitrag zur nachhaltigen Entwicklung leisten. Im Mandat für den Kanton Graubünden führt die Forschungsgruppe die Kompetenzstelle natur- und kulturnaher Tourismus Graubünden.